# Sephena
Sephena är ett släkte av insekter. Sephena ingår i familjen Flatidae.

## Dottertaxa tillSephena, i alfabetisk ordning[1]
- Sephena abcina
- Sephena albescens
- Sephena antica
- Sephena archula
- Sephena astigma
- Sephena ausena
- Sephena besula
- Sephena bifidex
- Sephena conforma
- Sephena conspersa
- Sephena corata
- Sephena despecta
- Sephena digita
- Sephena dulena
- Sephena errena
- Sephena extensa
- Sephena fuscara
- Sephena fusconigra
- Sephena gatula
- Sephena hijeka
- Sephena infumata
- Sephena intexa
- Sephena ketena
- Sephena kuloma
- Sephena linirosa
- Sephena maculata
- Sephena marena
- Sephena medova
- Sephena modesta
- Sephena nadira
- Sephena nivosa
- Sephena opara
- Sephena parasa
- Sephena parena
- Sephena polara
- Sephena quintena
- Sephena ramana
- Sephena rosata
- Sephena rubida
- Sephena rubrovenosa
- Sephena rufilinea
- Sephena rufomarginata
- Sephena rustena
- Sephena sancta
- Sephena scutellata
- Sephena signa
- Sephena spargula
- Sephena stigmatica
- Sephena tagosa
- Sephena tricolor
- Sephena waxa
- Sephena vexora
- Sephena widena
- Sephena wista
- Sephena xenena
- Sephena yumata
- Sephena zipenda
- Sephena zolexa